# Điền kinh tại Đại hội Thể thao Đông Nam Á 1987
Điền kinh tại Đại hội Thể thao Đông Nam Á năm 1987 được tổ chức từ ngày 9 đến 20 tháng 9 năm 1987 tại sân vận động Senayan, Jakarta, Indonesia, trong khuôn khổ SEA Games lần thứ 14. Môn điền kinh bao gồm đầy đủ các nội dung chạy đường trường, chạy nước rút, chạy bước, nhảy xa, nhảy cao, ném tạ, ném lao cùng các nội dung tiếp sức cả ở bảng nam và nữ. Đặc biệt, nội dung 100 m nữ đã chứng kiến kỷ lục SEA Games với thời gian 11,28 giây,
Kết quả chung cuộc cho thấy đoàn chủ nhà Indonesia dẫn đầu với tổng cộng 17 huy chương vàng, 13 huy chương bạc và 19 huy chương đồng, tiếp theo là Thái Lan và Malaysia cùng giành 8 huy chương vàng, các vị trí tiếp theo thuộc về Philippines, Myanmar và Singapore .

## Tóm tắt kết quả

### Nam
| Nội dung                    | Vàng                                                                             | Vàng        | Bạc                                                                                  | Bạc        | Đồng                                                                          | Đồng       |
| --------------------------- | -------------------------------------------------------------------------------- | ----------- | ------------------------------------------------------------------------------------ | ---------- | ----------------------------------------------------------------------------- | ---------- |
| 100 m                       | Sumet Promna                                                                     | 10.36 CR    | Mardi Lestari                                                                        | 10.49      | Haron Mundir                                                                  | 10.57      |
| 200 m                       | Sumet Promna                                                                     | 20.99       | Mohamed Purnomo                                                                      | 21.26      | Haron Mundir                                                                  | 21.30      |
| 400 m                       | Nordin Jadi                                                                      | 46.56       | Isidro del Prado                                                                     | 46.78      | Elieser Wattebosi                                                             |            |
| 800 m                       | Tun Wein Thein                                                                   | 1:51.45     | Chern Srichudanu                                                                     | 1:52.07    | Romeo Gido                                                                    | 1:52.16    |
|                             |                                                                                  |             |                                                                                      |            |                                                                               |            |
| 1500 m                      | Muthiah Sivalingam                                                               | 3:56.25     | Shwe Aung                                                                            | 3:56.57    | Chera Srichudanu                                                              | 3:57.94    |
| 5000 m                      | Eduardus Nabunome                                                                | 14:35.23    | Hector Begeo                                                                         | 15:05.33   | Zainuddin                                                                     | 15:09.04   |
| 10,000 m                    | Eduardus Nabunome                                                                | 30:16.45 CR | Zainuddin                                                                            | 31:32.78   | Phillips                                                                      | 31:57.71   |
| Marathon                    | Ali Sofyan Siregar                                                               | 2:31:58     | Phillips                                                                             | 2:32:35    | Suharyanto                                                                    | 2:35:38    |
|                             |                                                                                  |             |                                                                                      |            |                                                                               |            |
| 110 m vượt rào              | Hero Prayogo                                                                     | 14.29 CR    | Fauzan Sunardi                                                                       | 14.30      | Anekpol Mongkoldech                                                           | 14.78      |
| 400 m vượt rào              | Herman Mandagi                                                                   | 51.92       | Leopoldo Arnillo                                                                     | 53.30      | Badrul Jamaluddin                                                             | 53.32      |
|                             |                                                                                  |             |                                                                                      |            |                                                                               |            |
| 3000 m vượt chướng ngại vật | Hector Begeo                                                                     | 9:08.03 CR  | Carlito Donina                                                                       | 9:16.35    | Samuel Huwae                                                                  | 9:20.62    |
|                             |                                                                                  |             |                                                                                      |            |                                                                               |            |
| 4 × 100 m tiếp sức          | Thái Lan Chainarong Wangganon · Visut Watanasin · Anuwat Sernsiri · Sumet Promna | 39.72 CR    | Indonesia Mohammad Fahri · Mardi Lestari · Ernawan Witarsa · Mohamed Purnomo         | 40.17      | Singapore Hong Jin Sheng · Haron Mundir · Francis Nathan · Sandy Ang          | 41.43      |
| 4 × 400 m tiếp sức          | Malaysia Ismail Hashim · Joseph Phan · Andrew Scully · Nordin Mohamed Jadi       | 3:09.40     | Thái Lan Chanvint Insawang · Anucha Santirangsimant · Nipon Boonchern · Sumet Promna | 3:10.88    | Indonesia Herman Mandagi · Petrus Aprians · Slamet Widodo · Elieser Wattebosi | 3:10.95    |
|                             |                                                                                  |             |                                                                                      |            |                                                                               |            |
| 10 km đi bộ                 | Rachmad Sumarsono                                                                | 45:19.01    | Jamaluddin Lawa                                                                      | 46:51.60   | Apparoa                                                                       | 47:59.56   |
| 20 km đi bộ                 | Rachmad Sumarsono                                                                | 1:37:17.70  | Myint Lwin                                                                           | 1:39:10.90 | Jamaludin Lawa                                                                | 1:39:57.30 |
|                             |                                                                                  |             |                                                                                      |            |                                                                               |            |
| Nhảy sào                    | Hadi Wacono                                                                      | 4.55 m      | Dario De Rosas                                                                       | 4.40       | Nirman Rampai                                                                 | 4.40       |
| Nhảy cao                    | Lou Cwee Peng                                                                    | 2.10 m      | Pithoon Hreanthong                                                                   | 2.10       | Ramjit Nairu                                                                  | 2.06       |
| Nhảy xa                     | Eko Subagyo                                                                      | 7.52 m      | Ahmad Mazlan                                                                         | 7.48       | Marwoto                                                                       | 7.28       |
| Nhảy ba bước                | Mohammad Zaki Sadri                                                              | 15.37 m     | S. Thaveechalermdit                                                                  | 15.32      | Sidek Sahak                                                                   | 15.04      |
|                             |                                                                                  |             |                                                                                      |            |                                                                               |            |
| Đẩy tạ                      | Bancha Supanroj                                                                  | 15.96 CR    | Geraldus Balagaise                                                                   | 15.29      | Arjan Singh                                                                   | 15.18      |
| Ném đĩa                     | Ardol Kerdsri                                                                    | 47.52 m     | Saw Hein Shwee                                                                       | 46.40      | James Wong Tuck Yim                                                           | 44.82      |
| Ném búa                     | Budi Dharma                                                                      | 52.09 m     | Samret Dhaliwal                                                                      | 49.72      | Daniel Gianto                                                                 | 49.38      |
| Ném lao                     | Frans Mahuse                                                                     | 75.38 CR    | Perc Jodee                                                                           | 67.98      | Timothius Ndiken                                                              | 66.48      |
| 10 môn phối hợp             | Julius Uwe                                                                       | 7001 pts CR | Thavorn Phanroeng                                                                    | 6009       | Joseph Miagan                                                                 | 5873       |

### Nữ
| Nội dung           | Vàng                                                                                  | Vàng      | Bạc                                                                           | Bạc      | Đồng                                                                              | Đồng     |
| ------------------ | ------------------------------------------------------------------------------------- | --------- | ----------------------------------------------------------------------------- | -------- | --------------------------------------------------------------------------------- | -------- |
| 100 m              | Lydia de Vega                                                                         | 11.28 CR  | Ratjai Sripet                                                                 | 11.81    | Sajaratuldur Hamzah                                                               | 11.85    |
| 200 m              | Lydia de Vega                                                                         | 23.57     | Ratjai Sripet                                                                 | 23.93    | Sajaratuldur Hamzah                                                               | 24.00    |
| 400 m              | Josephine Mary Singarayar                                                             | 54.25     | Thin Thin Maw                                                                 | 54.67    | Mar Mar Oo                                                                        | 54.82    |
| 800 m              | Josephine Mary Singarayar                                                             | 2:09.99   | Sukanya Sang-Ngeun                                                            | 2:12.26  | Esther Sumah                                                                      | 2:15.73  |
|                    |                                                                                       |           |                                                                               |          |                                                                                   |          |
| 1500 m             | Charin Suanangrong                                                                    | 4:40.69   | Marcelina Ina Piran                                                           | 4:43.06  | Olivia Nieszer                                                                    | 4:58.27  |
| 3000 m             | Khin Khin Htwe                                                                        | 9:35.35   | Martha Kase                                                                   | 10:10.76 | K. Jayamani                                                                       | 10:53.56 |
| 5000 m             | Khin Khin Htwe                                                                        | 16:42.31  | Helena Muslina                                                                | 17:02.86 | Sarmiati                                                                          | 17:09.38 |
| 10,000 m           | Mar Mar Min                                                                           | 35:28.83  | Sarmiyati                                                                     | 36:13.09 | Victoria                                                                          | 37:19.95 |
| Marathon           | Mar Mar Min                                                                           | 2:50:51   | Tan Siu Chen                                                                  | 2:52:11  | Maria Lawalata                                                                    | 2:56:44  |
|                    |                                                                                       |           |                                                                               |          |                                                                                   |          |
| 100 m vượt rào     | Agrippina de la Cruz                                                                  | 14.19     | Aye Aye Maw                                                                   | 14.70    | Nenita Adan                                                                       | 14.75    |
| 400 m vượt rào     | Nenita Adan                                                                           | 60.38     | Agrippina de la Cruz                                                          | 60.57    | Martha Lekransi                                                                   | 60.62    |
|                    |                                                                                       |           |                                                                               |          |                                                                                   |          |
| 4 × 100 m tiếp sức | Thái Lan Jaree Patarach · Reawadee Srithoa · Ratjai Sripet · Walapa Tangjitnusorn     | 45.57     | Philippines Elena Ganosa · Nene Gamo · Agrippina de la Cruz · Lydia De Vega   | 45.92    | Indonesia Budi Nurani Soekidi · Henny Maspaitella · Rosalina Erari · Mailen Tawas | 46.48    |
| 4 × 400 m tiếp sức | Malaysia Rathna Devi · Oon Yee Chan · Sajaratuldur Hamzah · Josephine Mary Singarayar | 3:42.69   | Philippines Elena Ganosa · Nenita Adan · Agrippina de la Cruz · Lydia De Vega | 3:44.44  | Myanmar Ma Aung Kyi · Nu Nu Yiu · Mar Mar Oo · Thin Thin Maw                      | 3:44.95  |
|                    |                                                                                       |           |                                                                               |          |                                                                                   |          |
| 5 km đi bộ         | Iece Magdalena                                                                        | 24:42.18  | Win Win                                                                       | 24:54.81 | Helen Liew                                                                        | 25:54.36 |
| 10 km đi bộ        | Hla Swe                                                                               | 53:52.11  | Kyin Lwan                                                                     | 54:10.15 | Iece Magdalena                                                                    | 55:10.04 |
|                    |                                                                                       |           |                                                                               |          |                                                                                   |          |
| Nhảy xa            | Lydia de Vega                                                                         | 6.27 m CR | Doris Chong                                                                   | 6.08     | Somboon Wataporn                                                                  | 6.07     |
| Nhảy cao           | Sangkokorn Rangpodok                                                                  | 1.71 m    | Nini Patriana                                                                 | 1.71     | San San Aye                                                                       | 1.68     |
|                    |                                                                                       |           |                                                                               |          |                                                                                   |          |
| Đẩy tạ             | Josephine Mahuse                                                                      | 14.34 m   | Lee Chiew Ha                                                                  | 13.85    | Yunita S. Paomey                                                                  | 6.07     |
| Ném đĩa            | Juliana Effendi                                                                       | 43.98 m   | Dorie Cortejo                                                                 | 42.48    |                                                                                   |          |
| Ném lao            | Tati Ratnaningsih                                                                     | 51.10 m   | Erlinda Lavandia                                                              | 45.96    | Chantha Wongsawas                                                                 | 44.44    |
| 7 môn phối hợp     | Jublina Mangi                                                                         | 4687 pts  | Nene Gamo                                                                     | 4607     | Wong Leh Kin                                                                      | 4178     |

## Bảng huy chương
| Hạng               | Đoàn               | Vàng | Bạc | Đồng | Tổng số |
| ------------------ | ------------------ | ---- | --- | ---- | ------- |
| 1                  | Indonesia (INA)    | 17   | 13  | 19   | 49      |
| 2                  | Thái Lan (THA)     | 8    | 9   | 4    | 21      |
| 3                  | Malaysia (MAS)     | 8    | 4   | 7    | 19      |
| 4                  | Philippines (PHI)  | 6    | 11  | 2    | 19      |
| 5                  | Myanmar (MYA)      | 6    | 8   | 6    | 20      |
| 6                  | Singapore (SIN)    | 0    | 0   | 6    | 6       |
| Tổng số (6 đơn vị) | Tổng số (6 đơn vị) | 45   | 45  | 44   | 134     |